# بورنس سينجر
بورنس سينجر (بالإنجليزية: Burns Singer)‏ هو عالم الأحياء البحرية وشاعر أمريكي، ولد في 29 أغسطس 1928، وتوفي في 8 سبتمبر 1964.